# Eutelsat I F2
O Eutelsat I F2 (anteriormente chamado de ECS-2) foi um satélite de comunicação geoestacionário europeu construído pela British Aerospace (BAe), ele esteve localizado na posição orbital de 7 graus de longitude leste e foi operado inicialmente pela Agência Espacial Europeia (ESA) e posteriormente pela Eutelsat, empresa com sede em Paris. O satélite foi baseado na plataforma ECS-Bus e sua expectativa de vida útil era de 7 anos. O mesmo saiu de serviço em dezembro de 1993 e foi enviado para uma órbita cemitério.

## História
A Organização Europeia de Telecomunicações por Satélite (Eutelsat) tem tido a manutenção da Comunidade Europeia desde 1977, sendo formalmente criada por um acordo multilateral em 1985.
Em 1979, a ESA decidiu projetar, construir e lançar cinco satélites ECS (European Communication Satellite) a ser assumido pela Eutelsat após o final dos testes em orbita. Naquela época, o nome de cada sonda foi mudado para Eutelsat I F1, Eutelsat I F2, Eutelsat I F4 e Eutelsat I F5. Dos cinco satélites ECS, quatro foram lançados com sucesso (1983, 1984, 1987 e 1988) e transferidos para a Eutelsat. O ECS-3 foi perdido em um foguete Ariane 3 num acidente de lançamento em 1985.
Os satélites ECS foram derivados dos satélites OTS (OTS-1 e OTS-2), mas com uma massa inicial na estação de aproximadamente 700 quilogramas. A carga incluía doze (incluindo duas peças de reposição) transponders de 14/11 GHz com potência de 20 W de saída para uma capacidade de 12.000 circuitos telefônicos ou 10 canais de televisão. Dois painéis solares com uma extensão de 13,8 m, para 1 kW de energia elétrica para o satélite de 2,2 m por 2,4 m. Com uma vida útil prevista de até sete anos, no final de 1994, três satélites ECS/Eutelsat ainda estavam operacionais em 21,5 graus leste, 25,5 graus leste e 48 graus leste, embora o Eutelsat I F1 oferecia serviço limitado, devido à sua inclinação de mais de 4,5 graus. O Eutelsat I F2 (ECS-2) foi aposentado em dezembro de 1993.

## Lançamento
O satélite foi lançado com sucesso ao espaço no dia 04 de agosto de 1984, por meio de um veículo Ariane 3 a partir do Centro Espacial de Kourou, na Guiana Francesa, juntamente com o satélite Telecom 1A. Ele tinha uma massa de lançamento de 1.158 kg.

## Capacidade e cobertura
O Eutelsat I F2 era equipado com 10 (mais 2 de reserva) transponders em banda Ku que prestavam serviços a Comunidade Europeia.